# První čečenská válka
První čečenská válka (11. prosince 1994 – 31. srpna 1996) byl konflikt mezi Ruskem a jednostranně vyhlášeným nezávislým státem Čečenská republika Ičkerie. Válku započal vpád ozbrojených sil Ruské federace na území Čečenska.

## Pozadí a příčiny války
Jedním z nejzávažnějších důvodů pro vojenský zásah v Čečně byl pravděpodobně i tranzit kaspické ropy přes čečenské území, ačkoli tento fakt Rusko doposud nikdy nepřiznalo. V létě 1994 účastníci zasedání v Istanbulu posuzovali variantu trasy ropovodu Baku-Groznyj-Novorossijsk, hned nato pronesl prezident Boris Jelcin, že "čečenský problém musí být vyřešen do prosince." 
V roce 1993 došlo v Čečensku ke konfliktu mezi prezidentem Dudajevem a parlamentem. Spor vyústil k násilnému rozpouštění parlamentu a vypuknutí občanské války. Opozice vůči Dudajevovi byla tajně podporována ze strany Ruské federace. Nejdříve ve formě dodávek zbraní, později i vojenskou podporou.

### Listopadový incident
26. listopadu 1994 zaútočily opoziční síly spolu s ruskými posilami na hlavní město Čečenska Grozný. Útok byl odražen, nicméně bylo zajato 20 tanků a 40–70 ruských vojáků. Dudajev prohlásil, že pokud se ruská strana přizná, že se jedná o jejich vojáky, budou všichni propuštěni. Pokud to však ruská strana neučiní, tak budou zajatci bráni jako bandité a čeká je poprava. Ministr obrany Ruské federace Pavel Gračov označil vojáky za žoldáky a Boris Jelcin se odmítl zpočátku jakkoliv vyjádřit. Jelcinovo vyjádření přišlo až 1. prosince, kdy slíbil, že ruským zajatcům pomůže, což bylo první nepřímé uznání ruské účasti. Nicméně vláda pro to neučinila žádné kroky a sám premiér tvrdil, že o ničem nevěděl.
Vůdce opoziční strany Jabloko Grigorij Javlinskij telefonicky kontaktoval Džochara Dudajevova. Řekl mu, že jako vůdce opoziční frakce a člen Státní dumy, bere za zajatce odpovědnost, přiznává, že se jedná o ruské vojáky a žádá jejich propuštění. Dudajev Javlinského pozval do Grozného. Tam se Javlinskij dostavil spolu s několika kolegy z Jabloka. Nicméně čečenská strana odmítla zajatce propustit. Javlinskij požadoval schůzku s Dudajevem, ale ta mu nebyla umožněna. Nakonec se dozvěděl, že Dudajev jedná s Gračovem, který ve stejný den tajně do Grozného přiletěl.
Dudajev se s Gračovem dohodl na propuštění poloviny vězňů. Javlinskij se s Dudajevem setkal až po ukončení jednání s Gračovem. Dudajev Javlinskému oznámil, že má odletět, jelikož si to Pavel Gračov přeje. Javlinskij řekl, že pokud budou propuštěni zajatci, tak odletí. Dudajev oznámil, že je do rukou Javlinského nepropustí, jelikož Gračov si to nepřeje. Poté vypuklo dlouhé vyjednávání a Javlinskij nabídl místo zajatců jako rukojmí sebe a své kolegy. Tento návrh Dudajev odmítl, nicméně byl poté ochoten alespoň část zajatců propustit. Nakonec bylo vyjednáno propuštění 7 zajatců, kteří byli Javlinským dopraveni do Moskvy. Do Moskvy Javlinskij dovezl i 3 rakve nepřeživších.

## Válka

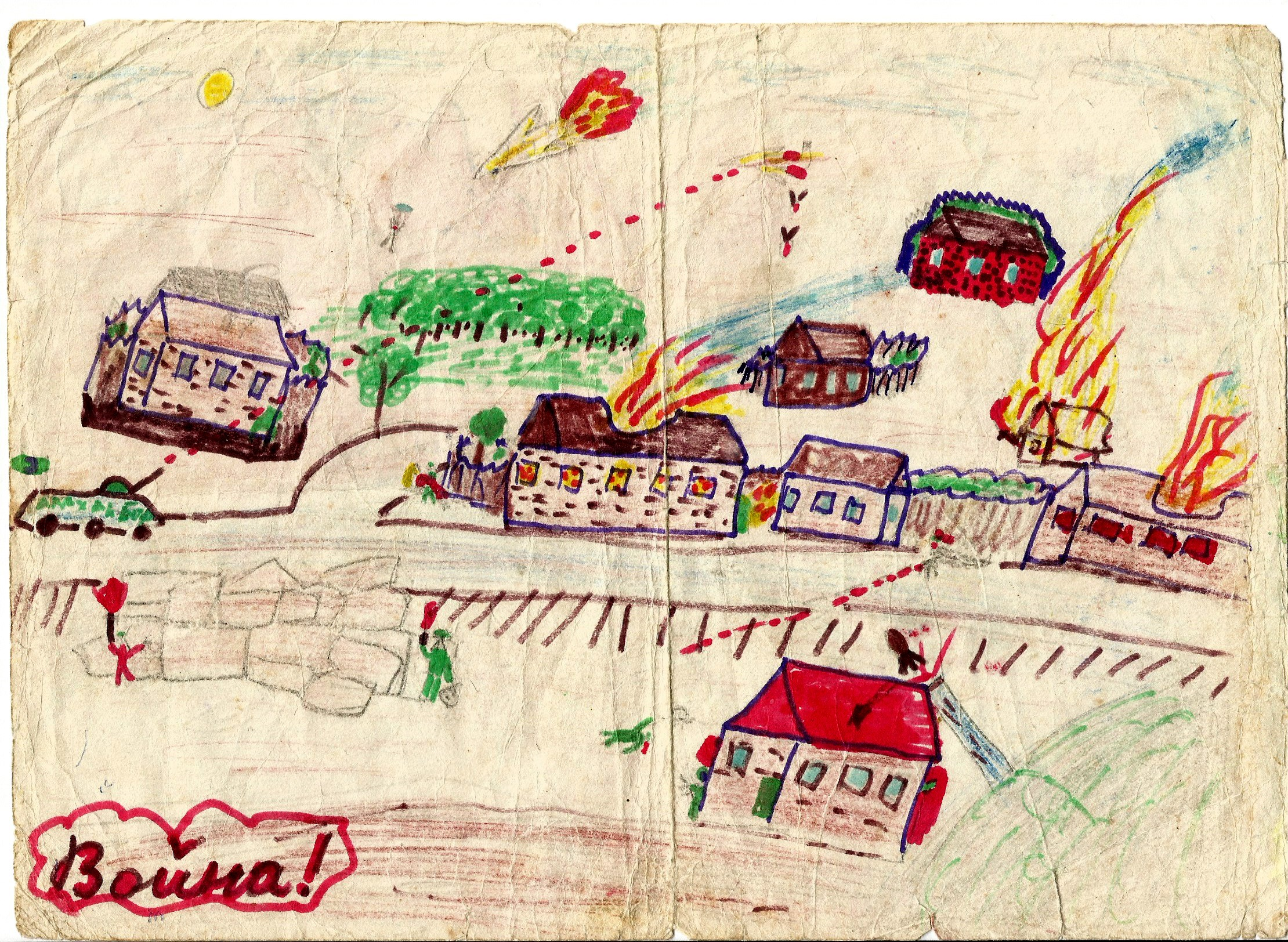
Jedna z dětských ilustrací od aktivistky Poliny Žerebcové.

Problémy se nevyřešily ani do prosince, ani později. Zato se společnost stala svědky toho, že pokud je ve hře ropa, pak moc využije veškerých prostředků. Podle Asociace pro mezinárodní otázky stálo Rusko před podpisem smlouvy na využití kaspické ropy v 1995 a nejrychlejší a nejlacinější cesta vedla přes území Čečenska. Pokud by se jí podařilo sesadit Džochara Dudajeva, dohodě by nic nebránilo.
Po prvním tažení v roce 1994–1995, které vyvrcholilo zničující bitvou o Grozný, se pokusily ruské federální síly o ovládnutí horské oblasti Čečenska, ale byli zahnáni zpět čečenskými partyzány a nájezdy na roviny, navzdory ohromnosti ruského vojska, jeho vojenského vybavení a letecké podpoře.

Jelikož se v Rusku blížily prezidentské volby naplánované na 16. června 1996 a většina Rusů se stavěla proti pokračování války, musel Boris Jelcin změnit rétoriku i postoje. Jelcin se dostal do druhého kola s předsedou KPRF Gennadijem Zjuganovem. Došlo k dohodě s generálplukovníkem Alexandrem Lebeděm, který skončil v prvním kole na třetím místě. Boris Jelcin se zbavil Lebeďova rivala a hlavního prosazovatele války, ministra obrany Pavla Gračova, a po volbách dosadil na post předsedy Rady bezpečnosti právě Lebedě. Lebeď, který výrazně vystupoval proti válce, zahájil jednání s čečenskou stranou. 

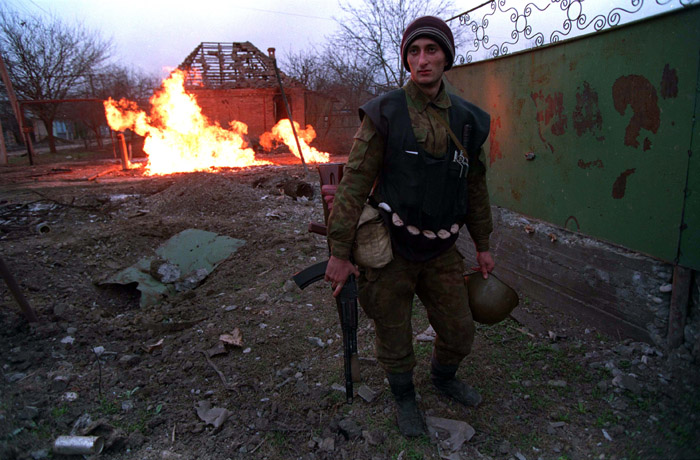
Čečenský voják při bitvě o Grozný

Následná všeobecná demoralizace federálních sil a veskrze všeobecná opozice ruské veřejnosti brutálnímu konfliktu vedla Borise Jelcina k vyhlášení příměří v roce 1996. 31. srpna 1996 byla podepsána mírová smlouva. Signatáři byli předseda rady bezpečnosti Ruské federace generál Alexandr Lebeď a náčelník generálního štábu čečenské armády Aslan Maschadov. Dne 12. května 1997 se v Moskvě setkali prezident Boris Jelcin a Aslan Maschadov, již jako čečenský prezident, a podepsali konečnou verzi smlouvy.
Podle střízlivého odhadu přišlo o život 7 500 vojáků ruské armády, 4 000 čečenských bojovníků a více než 35 000 civilistů. Dle jiných odhadů se počet obětí pohybuje mezi 80 000 až 100 000. Odhad celkového počtu obětí dvou ruských intervencí v první čečenské válce a druhé čečenské válce je 300 000 lidí z celkového počtu 1 milion obyvatel.
Z více než 500 000 osob se v důsledku bojů stali uprchlíci, jejich města a vesnice zůstaly ležet v troskách.